# Фитонциды
Фитонци́ды (от греч. φυτóν — «растение» и лат. caedo — «убиваю») — образуемые растениями биологически активные вещества, убивающие или подавляющие рост и развитие бактерий, микроскопических грибов, простейших и играющие одну из основных ролей в иммунитете растений и аллелопатии. Фитонциды могут стимулировать рост микроорганизмов-антагонистов патогенных для растений микроорганизмов, также принимают участие и в других процессах жизнедеятельности растений. Термин был предложен Б. П. Токиным в 1928 году. Некоторые фитонциды, пагубно действующие на патогены человека и животных, могут применяться в медицине и ветеринарии.

## Состав фитонцидов
Выработка фитонцидов характерна для всех растений, при этом различаются:
- неэкскреторные фитонциды — находятся в протоплазме клеток;
- летучие фракции фитонцидов — выделяются в атмосферу, почву, воду (у водных растений).

Фитонцидами являются выделяемые растениями летучие вещества, в том числе и те, которые практически невозможно собрать в заметных количествах. Эти фитонциды называют также «нативными антимикробными веществами растений». Химическая природа фитонцидов существенна для их функции, но в термине «фитонциды» в явном виде не указывается. Это может быть комплекс соединений, например, терпеноидов, или других т. н. вторичных метаболитов. Характерными представителями фитонцидов являются эфирные масла, извлекаемые из растительного сырья промышленными методами.

## Действие фитонцидов
Нативные фитонциды играют важную роль в иммунитете растений и во взаимоотношениях организмов в биогеоценозах.
Выделение ряда фитонцидов усиливается при повреждении растений. Летучие фитонциды (ЛАВ) способны оказывать своё действие на расстоянии, например фитонциды листьев дуба, эвкалипта, сосны и многих др. Сила и спектр антимикробного действия фитонцидов весьма разнообразны. Фитонциды чеснока, лука, хрена, красного перца убивают многие виды простейших, бактерий и низших грибов в первые минуты и даже секунды. Летучие фитонциды уничтожают простейших (инфузорий), многих насекомых за короткое время (часы или минуты).
Фитонциды — один из факторов естественного иммунитета растений (растения стерилизуют себя продуктами своей жизнедеятельности).
Так, фитонциды пихты убивают коклюшную палочку (возбудителя коклюша); сосновые фитонциды губительны для палочки Коха (возбудителя туберкулёза) и для кишечной палочки; берёза и тополь поражают микроб золотистого стафилококка.
Фитонциды же багульника и ясенца довольно ядовиты и для человека — с этими растениями следует быть осторожным.
Защитная роль фитонцидов проявляется не только в уничтожении микроорганизмов, но и в подавлении их размножения, в отрицательном хемотаксисе подвижных форм микроорганизмов, в стимулировании жизнедеятельности микроорганизмов, являющихся антагонистами патогенных форм для данного растения, в отпугивании насекомых и т. п.
Гектар соснового бора выделяет в атмосферу около 5 килограммов летучих фитонцидов в сутки, можжевелового леса — около 30 кг/сут, снижая количество микрофлоры в воздухе. Поэтому в хвойных лесах (особенно в молодом сосновом бору) воздух практически стерилен (содержит лишь около 200—300 бактериальных клеток в 1 м³), что представляет интерес для гигиенистов, специалистов по озеленению и др.

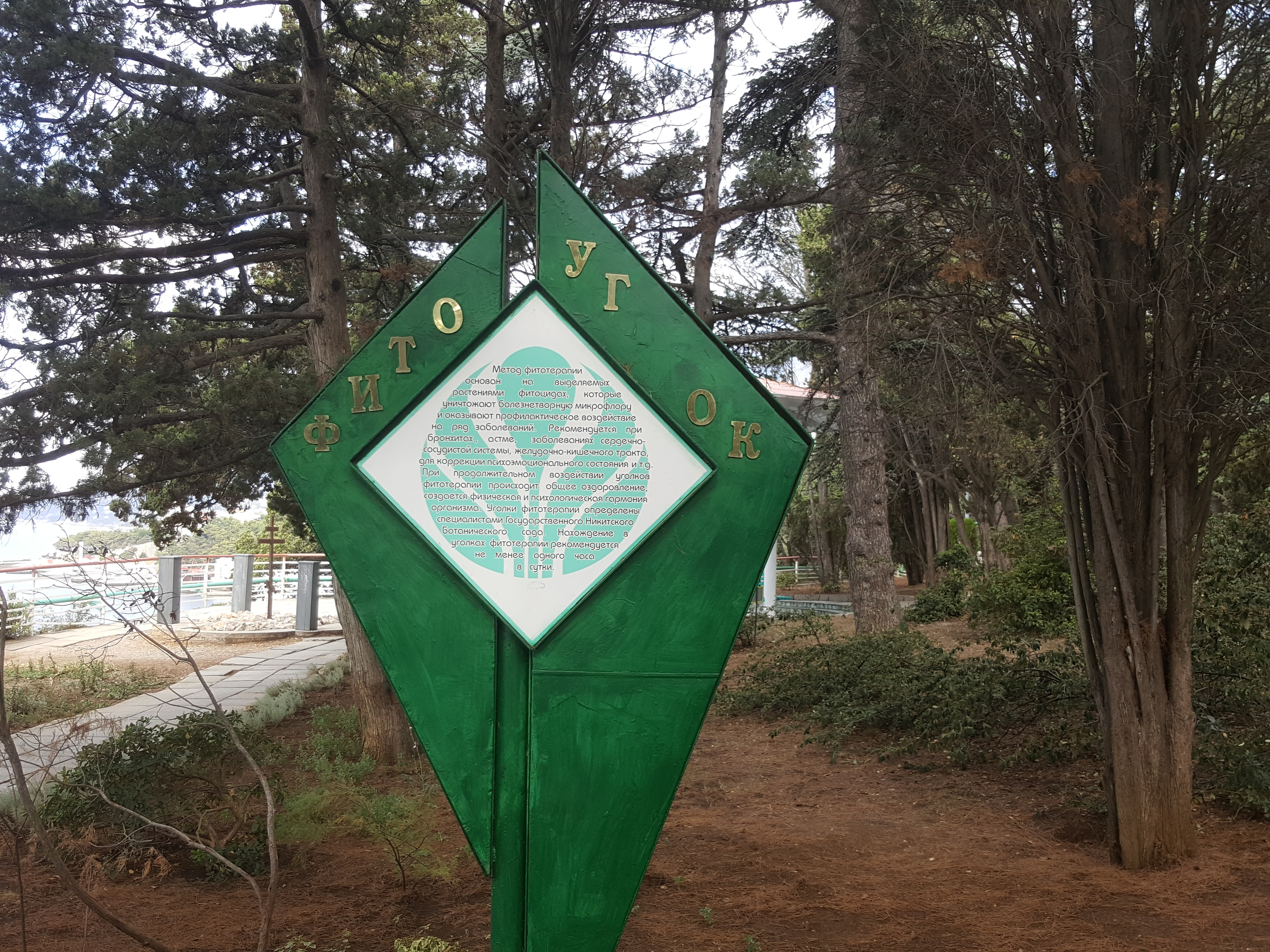
Информационный стенд в парке санатория «Днепр» на Южном берегу Крыма

## Применение
В медицинской практике применяют препараты лука, чеснока, хрена, зверобоя пронзеннолистного (препарат иманин) и др. растений, содержащих фитонциды, для лечения гнойных ран, трофических язв, трихомонадного кольпита. Фитонциды ряда других растений стимулируют двигательную и секреторную активность желудочно-кишечного тракта, сердечную деятельность.
На курортах бывшего СССР активно изучалось и использовалось влияние фитонцидов деревьев и растений на здоровье людей. В парках при санаториях создавались "фитоуголки", нахождение в которых в течение часа и более оказывало положительное влияние на здоровье.
На Тайване, в Южной Корее и Японии существует терапевтическая техника, известная, как «купание в лесу», при которой люди активно вдыхают фитонциды, образуемые деревьями и растениями, чтобы улучшить здоровье.

## История развития понятия «фитонциды»
Первоначально слово фитонциды использовалось только как характеристика суммы (фракции) нативных веществ растений, подавляющих развитие других организмов. Но в последующем сфера применения термина была расширена на все виды продуктов, получаемых при переработке растительной биомассы, обладающих антимикробными свойствами, а также на фитоалексины (алексины) и колины, регулирующие развитие растительных сообществ, все антибиотики микробного происхождения и др. природные вещества. Фитонциды стали рассматривать не только как специфические защитные вещества, а как участника в теплорегуляции, как стимулятор или ингибитор прорастания пыльцы растений, и в иных процессах жизнедеятельности растений. Это вызвало кризис в использовании термина — с одной стороны, его не приняли сторонники теории алексинов и колинов, с другой — под это понятие подпадали и нативные ЛАВ — летучие ароматные вещества, и вообще любые растительные экстракты, антибиотики и др. В результате такого расширительного употребления содержательность термина снизилась, и слово фитонциды в настоящее время активно используется почти только в русскоязычной литературе. Исключением являются работы, выполняемые в Японии — там понятие фитонцидов по-прежнему используется достаточно широко.